# Каллен, Каунти
Каунти Каллен (англ. Countee Cullen, 30 мая 1903 — 9 января 1946) — американский поэт, писатель, переводчик. Один из главных поэтов своего времени, относится к поэтам Гарлемского ренессанса.
«Поэт Каунти Каллен, который родился в Гарлеме и непродолжительное время был мужем дочери Уильяма Дюбуа, писал совершенные, традиционные по форме рифмованные стихи, которые очень нравились белым. Он полагал, что поэт не должен позволять расовым соображениям диктовать тему и стиль стиха».

## Ранняя жизнь

### Детство
Каллен Каунти родился 30 мая 1903 года в семье Элизабет Томас Лукас. Из-за отсутствия записей о  раннем детстве поэта, историки с трудом определили его место рождения. В качестве возможных вариантов были названы Балтимор, штат Мэриленд, Нью-Йорк, Луисвилл, штат Кентукки. Хотя Каллен утверждал, что родился в Нью-Йорке, он также часто упоминал Луисвилл, штат Кентукки, как место своего рождения в юридических заявлениях.

### Средняя школа ДеВитта Клинтона
Каллен вошел в Средняя школа ДеВитта Клинтона в Бронкс. Он преуспел в учебе в школе и начал писать стихи. Он выиграл общегородской поэтический конкурс. В DeWitt он был избран в почетное общество, был редактором еженедельной газеты и был избран вице-президентом своего выпускного класса. В январе 1922 года он сдал с отличием латынь, греческий язык, математику и французский язык.

Нью-Йоркский университет и Гарвардский университет
После окончания средней школы поступил Нью-Йоркский университет (Нью-Йоркский университет). В 1923 году Каллен выиграл вторую премию в Виттер Биннер студенческий конкурс поэзии, который спонсировался Поэтическое общество Америки; его стихотворение называлось «Баллада о коричневой девушке». Примерно в это же время некоторые из его стихов были опубликованы в национальных периодических изданиях: Харпера, Кризис, Возможность, Книжник, и Поэзия, и он начал зарабатывать национальную репутацию. В следующем году он снова занял второе место в конкурсе, а в 1925 году победил. Каллен участвовал в конкурсе стихов, спонсируемом Возможность и занял второе место с «To One Who Say Me Nay». Лэнгстон Хьюзстихотворение «Усталый блюз» победил. Спустя некоторое время Каллен окончил Нью-Йоркский университет и был одним из одиннадцати студентов, выбранных для Пхи Бета Каппа.
Каллен вошёл Гарвард в 1925 году, чтобы продолжить мастера на английском, примерно в то же время его первый сборник стихов, Цвет, был опубликован. Написанная в традиционном стиле, произведение прославляло красоту темнокожих и выражало сожаление по поводу последствий расизма. В книгу вошли «Наследие» и «Инцидент», наверное, самые известные его стихи. «И все же чудо ли я», о расовой идентичности и несправедливости, показал литературное влияние Уильям Вордсворт и Уильям Блейк, но его тема была далека от мира их романтических сонетов. Поэт признает, что Бог существует и что «Бог добр, благонамерен, добр», но он находит противоречие в своем собственном положении в расистском обществе: он черный и поэт. Каллена Цвет был визитной карточкой Гарлемского Возрождения. Он получил степень магистра в 1926 году.

## Сексуальность
Американский писатель Ален Локк помог Каллену смириться со своей сексуальностью. Локк хотел представить читающей публике новое поколение афроамериканских писателей, таких как Каунти Каллен. Локк также стремился представить подлинную природу секса и сексуальности в письменном виде, создавая своего рода отношения с теми, кто чувствовал то же самое. Локк познакомил Каллена с материалами, подтверждающими гомосексуализм, такими как работы Эдварда Карпентера, в то время, когда большинство геев были скрыты. В марте 1923 года Каллен написал Локку о работе Карпентера: "Это открыло для меня окна души, которые были закрыты; это пролило благородный и очевидный свет на то, во что я начал верить, из-за того, что мир считает постыдным и неестественным".
Критики и историки не пришли к единому мнению относительно сексуальной ориентации Каллена, отчасти потому, что Каллен сам не был уверен в этом. Первый брак Каллена, с Иоландой Дюбуа, испытывал трудности, прежде чем закончился разводом. Впоследствии у него были отношения со многими разными мужчинами, хотя каждый из них заканчивался плохо. В каждой связи было чувство стыда или секретности, как, например, в его отношениях с Эдвардом Аткинсоном. Позже Каллен женился на Иде Робертсон, возможно, находясь в отношениях с Аткинсоном. Письма между Калленом и Аткинсоном предполагают романтический интерес, хотя нет никаких конкретных доказательств того, что у них были сексуальные отношения.

## Отношения
Каллен женился на Иоланде Дюбуа 9 апреля 1928 года. Она была единственным выжившим ребенком У.Э.Б. Дюбуа и его первой жены Нины Гомер Дю Буа, чей сын умер в младенчестве. Говорят, что двух молодых людей познакомил близкий друг Каллена Гарольд Джекман. Они познакомились летом 1923 года, когда оба учились в колледже: она в Университете Фиска, а он в Нью-Йоркском университете. У родителей Каллена был летний дом в Плезантвилле, штат Нью-Джерси, и Иоланда и ее семья, вероятно, также отдыхали в этом районе, когда они впервые встретились.
Во время учебы в Фиске у Иоланды были романтические отношения с джазовым саксофонистом Джимми Лансфордом. Однако ее отец не одобрял Лансфорда. Отношения закончились после того, как Иоланда согласилась с предпочтением своего отца выйти замуж за Каллена
Свадьба была светским событием десятилетия среди афроамериканской элиты. Каллен вместе с У.Э.Б. Дюбуа спланировали детали свадьбы с небольшой помощью Иоланды. Каждая деталь свадьбы, включая железнодорожный вагон, используемый для перевозки, и получение Калленом разрешения на брак за четыре дня до свадьбы, считалась большой новостью и была доведена до сведения общественности афроамериканской прессой. Его отец, Фредерик А. Каллен, исполнял обязанности на свадьбе. Церковь была переполнена, так как 3000 человек пришли, чтобы засвидетельствовать церемонию.
После того, как у молодоженов был короткий медовый месяц, Каллен отправился в Париж со своим опекуном / отцом Фредериком Калленом и шафером Гарольдом Джекманом. Иоланда вскоре присоединилась к нему там, но у них с самого начала были трудности. Через несколько месяцев после их свадьбы Каллен написал письмо Иоланде, в котором признался в своей любви к мужчинам. Иоланда рассказала отцу и подала на развод. Ее отец отдельно написал Каллену, сказав, что, по его мнению, отсутствие сексуального опыта у Иоланды стало причиной того, что брак не сложился. Пара развелась в 1930 году в Париже. Детали были согласованы между Калленом и отцом Иоланды У.Э.Б. Дю Буа, как и детали свадьбы.
За исключением этого брака перед огромной паствой, Каллен был застенчивым человеком. Он не был ярким ни в одном из своих отношений. Ходили слухи, что у Каллена сложились отношения с Гарольдом Джекманом, "самым красивым мужчиной в Гарлеме", что способствовало разводу Каллена и Иоланды. Молодой, дерзкий Джекман был школьным учителем и, благодаря своей замечательной красоте, заметной фигурой среди гей-элиты Гарлема. По словам Томаса Вирта, автора книги "Гей-бунтарь Гарлемского возрождения", отрывки из работы Ричарда Брюса Ньюджента, нет никаких доказательств того, что мужчины были любовниками, несмотря на газетные статьи и сплетни, свидетельствующие об обратном. Ученые не пришли к единому мнению относительно сексуальности Каллена. Он женился на Иде Мэй Роберсон в 1940 году и жил, по-видимому, счастливо, с ней до своей смерти.
Дневники, письма и выдающиеся коллекции памятных вещей Джекмана в настоящее время хранятся в различных хранилищах по всей стране, таких как Исследовательский центр Амистада при Университете Тулейна в Новом Орлеане и Университет Атланты (ныне Университет Кларка Атланты) в Атланте, штат Джорджия После смерти Каллена Джекман потребовал, чтобы его коллекция в Джорджии была переименована из Коллекции Гарольда Джекмана в Мемориальную коллекцию графа Каллена в честь его друга. После того, как Джекман умер от рака в 1961 году, коллекция в Университете Кларка в Атланте была переименована в Коллекцию Каллена-Джекмана в честь их обоих.

## Гарлемский ренессанс
Движение возрождения Гарлема было сосредоточено в космополитическом сообществе Гарлема в Нью-Йорке, которое привлекало талантливых мигрантов со всей страны. В 1920-х годах появилось новое поколение афроамериканских писателей, хотя некоторые из них родились в Гарлеме. Среди других ведущих фигур были Ален Локк (Новый негр", 1925), Джеймс Уэлдон Джонсон (Черный Манхэттен", 1930), Клод Маккей (Родина Гарлема, 1928), Лэнгстон Хьюз (Усталый блюз", 1926), Зора Нил Херстон (Тыквенная лоза Ионы", 1934), Уоллес Турман (Гарлем: мелодрама о жизни негров, 1929), Жан Тумер (Кейн, 1923) и Арна Бонтемпс (Черный Гром", 1935). Писатели получили новые гранты и стипендии, а также поддержку таких признанных белых писателей, как Carl Van Vechten.
Гарлемский ренессанс возник под влиянием движения под названием Négritude который представляет собой “открытие ценностей чернокожих и осознание негром своего положения”. Каллен рассматривал негритянство как пробуждение расового сознания и черного модернизма, которые пришли в Гарлем. Поэзия Каллена “Наследие” и “Темная башня” отражают идеи негритянского движения. В этих стихотворениях рассматриваются африканские корни и переплетаются с новым аспектом жизни афроамериканцев.
Творчество графа Каллена пересекается с сообществом Гарлема и такими выдающимися фигурами эпохи Возрождения, как Дюк Эллингтон и поэт и драматург Лэнгстон Хьюз. Эллингтон восхищался Калленом за то, что он противостоял истории угнетения и сформировал новый голос “великого достижения над ужасными трудностями”. Каллен поддерживал тесные дружеские отношения с двумя другими известными писателями, Хьюзом и Аленом Локком. Тем не менее, Хьюз критиковал Каллена, хотя и косвенно, и других писателей гарлемского Ренессанса за “желание духовно убежать от [своей] расы”. Хьюз осудил “желание придать расовой индивидуальности форму американской стандартизации и быть как можно меньше негром и как можно больше американцем”. Хотя Хьюз критиковал Каллена, он по-прежнему восхищался его работой и отмечал важность его творчества.

## Профессиональная карьера
Социальный, культурный и художественный взрыв, известный как Гарлемский ренессанс, стал первым случаем в американской истории, когда большое количество литературных, художественных и музыкальных произведений было создано афроамериканскими писателями и художниками. Графство Каллен было в эпицентре этого нового литературного всплеска. Каллен считал поэзию бесрасовой. Однако его стихотворение "Черный христос" было посвящено расовой теме, исследуя чернокожего юношу, осужденного за преступление, которого он не совершал. "Но вскоре после этого, в начале 1930-х годов, его работы были почти полностью [свободны] от расовой тематики. Вместо этого его поэзия была сосредоточена на идиллической красоте и других классических романтических сюжетах "
Каллен работал помощником редактора в журнале Opportunity, где его колонка "Темная башня" повысила его литературную репутацию. Поэтические сборники Каллена "Баллада о смуглой девушке" (1927) и "Медное солнце" (1927) исследовали похожие темы, такие как цвет, но они не были так хорошо восприняты. Стипендия Гуггенхайма, полученная Калленом в 1928 году, позволила ему учиться и писать за границей.
В период с 1928 по 1934 год Каллен путешествовал между Францией и Соединенными Штатами. К 1929 году Каллен опубликовал четыре сборника стихов. Заглавная поэма "Черный христос и другие стихотворения" (1929) подверглась критике за использование христианских религиозных образов; Каллен сравнил линчевание чернокожего человека с распятием Иисуса.
Помимо написания книг, Каллен продвигал работы других чернокожих писателей. Но к 1930 году репутация Каллена как поэта пошла на убыль. В 1932 году был опубликован его единственный роман "Один путь в рай", социальная комедия о чернокожих из низших слоев общества и буржуазии Нью-Йорка.
С 1934 года и до конца своей жизни он преподавал английский, французский и литературное творчество в средней школе Фредерика Дугласа в Нью-Йорке. В этот период он также написал две работы для юных читателей: "Потерянный зоопарк" (1940), стихи о животных, погибших во время наводнения, и "Мои жизни и как я их потерял", автобиография его кошки. Вместе с Германом У. Портером он также руководил молодым Джеймсом Болдуином во время его пребывания в школе.
В последние годы своей жизни Каллен писал в основном для театра. Он работал с Арной Бонтемпс над адаптацией романа Бонтемпс 1931 года "Бог посылает воскресенье" в качестве мюзикла "Св. Луис Вумен (1946, опубликован в 1971). для его партитуры были написаны Гарольдом Арленом и Джонни Мерсером, оба белые. Бродвейский мюзикл, действие которого разворачивается в бедном чернокожем районе Сент- Луис, штат Миссури, подвергся критике со стороны чернокожих интеллектуалов за создание негативного образа чернокожих американцев. Кроме того, Каллен перевел греческую трагедию Еврипида "Медея", которая была опубликована в 1935 году под названием "Медея и некоторые стихи", со сборником сонетов и коротких текстов песен.
9 января 1946 года Каллен умер от высокого кровяного давления и уремического отравления в возрасте 42 лет. Был похоронен на кладбище Вудлон в Нью-Йорке, боро Бронкс.

## Память
Библиотека графства Каллен, гарлемский филиал Нью-Йоркской публичной библиотеки, была названа в его честь. В 2013 году он был включен в Зал славы нью-йоркских писателей.

## Произведения
A Brown Girl Dead (Коричневая девушка мертва)
For a Lady I Know (Для леди которую я знал)
For a Poet (Поэту)
From the Dark Tower (Из темной башни)
Fruit of the Flower (Плод цветка)
Harlem Wine (Гаремное вино), 1926
Heritage (Наследие)
“I Have a Rendezvous with Life” ("У меня свидание с жизнью")
Lines to My Father (Строки моему отцу)
Thoughts in a Zoo (Мысли в зоопарке)
To a Brown Boy (Коричневому мальчику)
The Loss of Love (Потеря любви)
To John Keats, Poet, at Spring Time (Джону Китсу, поэту, в весеннее время)
The Shroud of Color (Цветная пелена)
...